# Escolta (baloncesto)
Escolta (en inglés: shooting guard), también denominado 2 en la terminología empleada por entrenadores, es una de las cinco posiciones de un equipo en una pista de baloncesto. Su función consiste, por un lado, en dar apoyo al base a la hora de subir el balón, y por otro, en desempeñar las funciones de anotador desde el perímetro.
Sus características generales son las de un jugador habilidoso, con buen manejo del balón, capaz de penetrar entre la defensa y con un buen tiro exterior. Físicamente suele ser un jugador de mayor estatura que el base, rápido y con buenos fundamentos técnicos. Kobe Bryant y Michael Jordan, por ejemplo, han sido dos escoltas con gran capacidad tanto como anotadores como creadores de juego; otros ejemplos de escoltas son Jamal Crawford, Allen Iverson, Randy Foye, Dwyane Wade, Klay Thompson, James Harden, Manu Ginóbili y Jason Terry. Aquellos que son físicamente más fuertes pueden alternar la posición entre escolta y alero. Algunos ejemplos de este tipo de jugador son Andre Iguodala, Evan Turner, Jimmy Butler y Tracy McGrady
No existe una norma escrita sobre su estatura, pero lo más habitual es que se encuentren entre 1,91 (6'3") y 2,03 (6'8") m.

## Características y estilo de juego

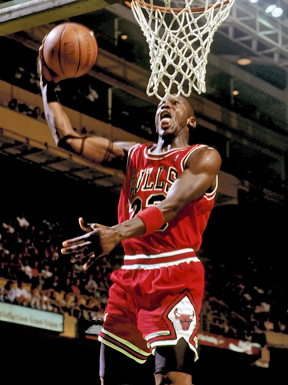
Michael Jordan, uno de los mejores jugadores de baloncesto de todos los tiempos, fue un escolta que jugó en la NBA.

The Basketball Handbook (en español: El manual de baloncesto) de Lee Rose describe a un escolta como alguien cuya función principal es la de sumar puntos. Como su nombre indica, la mayoría de los escoltas son buenos tiradores de larga distancia, en general con un porcentaje del 35 al 45 por ciento desde la línea de tres puntos (Ray Allen, Jeff Hornacek, Dale Ellis, Kyle Korver, y Reggie Miller son buenos ejemplos de los tiradores de élite). Muchos escoltas también son fuertes y atléticos, y tienen la capacidad de penetrar hasta la pintura y llegar a la canasta. Algunos extraordinarios ejemplos son los jugadores Michael Jordan, Clyde Drexler, Tracy McGrady, Kobe Bryant, Dwyane Wade, David Thompson y James Harden.
Por lo general, los escoltas son más altos que los bases. La altura en la posición varía; algunos escoltas más altos también pueden jugar como aleros. Los escoltas además deben ser buenos manejadores de la pelota y ser capaces de pasar razonablemente bien el balón, aunque no sea su principal característica.
Los escoltas deben ser capaces de anotar de varias formas, especialmente al final de un partido cerrado cuando la defensa se intensifica. Generalmente suelen ser buenos tiradores desde la línea de tiro libre, con objeto de desalentar a los jugadores rivales de cometer faltas personales sobre ellos. Debido al alto nivel de habilidades ofensivas, los escoltas son a menudo la vía principal de un equipo para anotar, construyéndose en ocasiones el juego ofensivo a su alrededor.
Los buenos escoltas pueden jugar de base en algunas fases del partido. Generalmente los bases suelen tener la posesión del balón en sus manos durante la mayor parte del juego, pero el escolta tiene una influencia bastante importante en el juego ofensivo, especialmente en la anotación.

## Jugadores históricos

### NBA
Escoltas elegidos en la lista de los 50 mejores jugadores de la historia de la NBA:
- Michael Jordan (Chicago Bulls)
- Clyde Drexler (Portland Trail Blazers)
- John Havlicek (Boston Celtics)
- Jerry West (Los Angeles Lakers)
- George Gervin (San Antonio Spurs)
- Hal Greer (Philadelphia 76ers)
- Bill Sharman (Boston Celtics)

### Europa
En Europa se eligió a los 50 mayores colaboradores de la Euroliga, con los 35 mejores jugadores del último medio siglo de la máxima competición europea, en donde figuran los cinco mejores escoltas (o shooting guards) de la historia en Europa, en orden cronológico: Nikos Galis, Dražen Petrović, Predrag Danilović, Manu Ginóbili y Tony Parker.